# Cathartosilvanus opaculus
Cathartosilvanus opaculus är en skalbaggsart som först beskrevs av Leconte 1854.  Cathartosilvanus opaculus ingår i släktet Cathartosilvanus och familjen smalplattbaggar. Inga underarter finns listade i Catalogue of Life.